# Palibacus praecursor
Il palibaco (Palibacus praecursor) è un crostaceo estinto, appartenente agli scillaridi. Visse nel Cretaceo superiore (Cenomaniano, circa 90 milioni di anni fa) e i suoi resti fossili sono stati ritrovati in Libano. 

## Classificazione
Questo animale, descritto per la prima volta da Dames nel 1886, è noto per alcuni fossili ritrovati nel giacimento di Hakel in Libano. È considerato uno dei più antichi rappresentanti della famiglia degli scillaridi, comprendenti alcune forme attuali simili alle aragoste ma munite del primo paio di pereiopodi appiattiti. Palibacus è molto simile agli scillari attuali, e ciò dimostra che le principali caratteristiche di questo gruppo si erano già sviluppate nel Cretaceo medio. Una forma intermedia tra le aragoste e gli scillari è invece Cancrinos.